# Turnaj ke 100 letům Kanady 1967
 Turnaj ke 100 letům Kanady  v ledním hokeji se konal od 1. do 6. ledna 1967 ve Winnipegu. Turnaje se zúčastnila čtyři mužstva, která se utkala jednokolově systémem každý s každým.

## Výsledky a tabulka
|    |        | CAN | TCH | URS | USA | V | R | P | Skóre | B |
| 1. | Kanada | *** | 5:3 | 5:4 | 7:1 | 3 | 0 | 0 | 17:8  | 6 |
| 2. | ČSSR   | 3:5 | *** | 5:2 | 8:2 | 2 | 0 | 1 | 16:9  | 4 |
| 3. | SSSR   | 4:5 | 2:5 | *** | 7:1 | 1 | 0 | 2 | 13:11 | 2 |
| 4. | USA    | 1:7 | 2:8 | 1:7 | *** | 0 | 0 | 3 | 4:22  | 0 |

 Československo –  Kanada 	3:5 (2:3, 1:1, 0:1)
1. ledna 1967 – Winnipeg

Branky a nahrávky Československa: 2:21 Oldřich Machač, 4:04 Jan Klapáč (Jaroslav Holík), 26:45 Václav Nedomanský.

Branky a nahrávky Kanady: 3:31 Jean Cusson (Gary Begg, Terry O'Malley), 14:40 Marshall Johnston (Fran Huck), 16:52 Jean Cusson (Gary Dineen, Bill MacMillan), 31:17 Marshall Johnston (Carl Brewer, Morris Mott), 46:56 Gary Dineen (Bill MacMillan).

Rozhodčí: Anatolij Seglin (URS), Hal Trumble (USA)

Vyloučení: 7:7 (0:1)
ČSSR: Jiří Holeček (21. Vladimír Nadrchal) – Jan Suchý, Ladislav Šmíd, Oldřich Machač, František Pospíšil – Stanislav Prýl, Václav Nedomanský, Josef Černý – Jiří Holík, Jaroslav Holík, Jan Klapáč – František Ševčík (41.-50. Jan Havel), Richard Farda, Jaroslav Jiřík.
Kanada: Ken Broderick (21. Wayne Stephenson) – Terry O'Malley, Paul Conlin, Jack Bownass, Barry McKenzie, Gary Begg, Carl Brewer – Gary Dineen, Jean Cusson, Fran Huck – Marshall Johnson, Ted Hargreaves, Bill MacMillan – Roger Bourbonnais, Ray Cadieux, Morris Mott.
 SSSR –  USA 	7:1 (3:0, 4:0, 0:1)
2. ledna 1967 – Winnipeg

Branky SSSR: 8:46 Juri Mojsejev, 9:08 Viktor Polupanov, 19:20 Viktor Polupanov, 25:28 Alexandr Almetov, 26:52 Vitalij Davydov, 27:54 Venjamin Alexandrov, 34:08 Juri Mojsejev.

Branky USA: 53:57 Donald Ross.

Rozhodčí: Zdeněk Kořínek (TCH), Lou Joyal (CAN)
SSSR: Viktor Konovalenko (Viktor Zinger) - Alexandr Ragulin, Eduard Ivanov, Viktor Blinov,  Igor Romiševskij, Vitalij Davydov, Vladimir Brežněv - Venjamin Alexandrov, Alexandr Almetov, Juri Mojsejev – Vladimir Vikulov, Viktor Populanov, Anatolij Firsov - Alexander Striganov, Juri Paramoškin, Vladimir Jurzinov.
USA: Carl Wetzel – Lou Nanne, Jack Currie, Martin Howe, Ross, Wood, Metzen - Lilyholm, Herb Brooks, Marsh Tshida - Terry Cassey, Masterson, Art Miller - Jerry Melnychuk, Harley, Caniff.
 Kanada –  USA 	7:1 (2:0, 3:1, 2:0)
3. ledna 1967 – Winnipeg

Branky Kanady: 9. Jean Cusson, 11. Bill McMillan, 23. Marshall Johnson, 33. Fran Huck, 34. Jean Cusson, 50. Terry O'Malley, 54. Jean Cusson.

Branka USA: 25. Bill Masterson.

Rozhodčí: Zdeněk Kořínek (TCH), Anatolij Seglin (URS)
Kanada:  Wayne Stephenson (Ken Broderick) – Carl Brewer, Paul Conlin, Gary Begg, Jack Bownass, Terry O'Malley - Marshall Johnson, Fran Huck, Morris Mott - Bill MacMillan, Gary Dineen, Jean Cusson - Ray Cadieux, Roger Bourbonnais, Ted Hargreaves. 
USA: Carl Wetzel – Lou Nanne, Martin Howe, Jack Currie, David Metzen - Donald Ross, Terry Cassey, Larson – Herb Brooks, Doug Wood, Marsh Tschida - Art Miller, Bill Masterson, John Cunniff - Jerry Melnychuk.
 Československo –  SSSR 	5:2 (3:1, 0:1, 2:0)
4. ledna 1967 – Winnipeg

Branky a nahrávky Československa: 2:05 Václav Nedomanský (Josef Černý, Oldřich Machač), 7:00 Jaroslav Jiřík (František Pospíšil), 9:18 Ivan Grandtner (Josef Černý), 42:07 Václav Nedomanský (Ivan Grandtner), 55:31 Václav Nedomanský (Stanislav Prýl).

Branky a nahrávky SSSR: 4:36 Juri Mojsejev (Eduard Ivanov), 39:08 Vladimir Vikulov (Viktor Populanov, Eduard Ivanov).

Rozhodčí: Gordon Kerr (CAN), Lou Joyal (CAN) byl vystřídán ve 12 minutě původně delegovaným rozhodčím Halem Trumblem z USA, který přicestoval do Winnipegu těsně před utkáním.

Vyloučení: 8:9 (1:0)
ČSSR: Vladimír Nadrchal – Rudolf Potsch, Jan Suchý, Oldřich Machač, František Pospíšil – Jiří Holík, Jaroslav Holík, Jan Klapáč – Ivan Grandtner, Václav Nedomanský, Josef Černý – Stanislav Prýl, Milan Kokš (41. Jan Havel), Jaroslav Jiřík.
SSSR: Viktor Konovalenko – Igor Romiševskij, Viktor Blinov, Alexandr Ragulin, Eduard Ivanov, Vitalij Davydov – Venjamin Alexandrov, Alexandr Almetov, Juri Mojsejev – Jevgenij Zimin, Vjačeslav Staršinov, Boris Majorov – Vladimir Vikulov, Viktor Populanov, Anatolij Firsov – Viktor Jakušev.
 Československo –  USA 	8:2 (2:0, 5:1, 1:1)
5. ledna 1967 – Winnipeg

Branky a nahrávky Československa: 1:38 Václav Nedomanský (Josef Černý), 3:30 Stanislav Prýl (Jan Havel), 21:49 Jaroslav Holík (Ladislav Šmíd, Jan Suchý), 30:04 Stanislav Prýl (František Pospíšil), 31:12 Václav Nedomanský (Josef Černý), 32:51 Stanislav Prýl (Jan Havel), 39:30 Jaroslav Holík (Jaroslav Jiřík), 52:37 Jaroslav Jiřík (Ladislav Šmíd).

Branky a nahrávky USA: 27:21 Lou Nanne (John Mayasich), 55:35 Donald Ross (Leonard Lilyholm).

Rozhodčí: Lou Joyal (CAN), Anatolij Seglin (URS)

Vyloučení: 4:3 (1:1, 2:0)
ČSSR: Vladimír Nadrchal – Rudolf Potsch, Jan Suchý, Oldřich Machač, František Pospíšil, Ladislav Šmíd – Jiří Holík, Jaroslav Holík, Jan Klapáč – Ivan Grandtner, Václav Nedomanský, Josef Černý – Stanislav Prýl (41. František Ševčík), Jan Havel, Jaroslav Jiřík.
USA: Carl Wetzel (4. Rod Blackburn) – Lou Nanne, Jack Currie, David Metzen, Donald Ross, John Mayasich – Doug Wood, Herb Brooks, Johnny Rendall - Marsh Tschida, Terry Cassey, Jerry Melnychuk – Bill Masterton, Art Miller, John Cunniff – Thomas Hurley, Leonard Lilyholm.
 Kanada –  SSSR 	5:4 (1:2, 3:1, 1:1)
6. ledna 1967 – Winnipeg

Branky Kanady: 16:46 Fran Huck, 28:07 Carl Brewer, 32:44 Jean Cusson, 38:51 Gary Dineen, 46:51 Bill McMillan.

Branky SSSR: 4:03 Igor Romiševskij, 10:12 Alexander Striganov, 23:31 Juri Paramoškin, 46:31 Juri Paramoškin.

Rozhodčí: Zdeněk Kořínek (TCH), Hal Trumble (USA)
Kanada: Wayne Stephenson – Gary Begg, Terry O’Malley, Barry McKenzie, Jack Bownes, Carl Brewer, Paul Conlin – Marshall Johnston, Fran Huck, Morris Mott - Bill McMillan, Gary Dineen, Jean Cusson – Ted Hergreaves, Roger Bourbonnais, Danny O'Shea.
SSSR: Viktor Konovalenko – Igor Romiševskij, Viktor Blinov, Vitalij Davydov, Alexandr Ragulin, Vladimir Brežněv – Alexander Striganov, Juri Paramoškin, Vladimir Jurzinov – Viktor Jakušev, Vjačeslav Staršinov, Boris Majorov – Vladimir Vikulov, Viktor Populanov, Anatolij Firsov.

## All Stars
| Brankář         | Vladimír Nadrchal |
| Levý obránce    | Jan Suchý         |
| Pravý obránce   | Carl Brewer       |
| Levé křídlo     | Václav Nedomanský |
| Střední útočník | Gary Dineen       |
| Pravé křídlo    | Jean Cusson       |